# Peramea (antic municipi)
|  | Aquest article és sobre l'antic municipi d'aquest nom. Per al poble d'aquest nom, vegeu Peramea. |

| \| ← \| 1812 — 1969 \| → \|                   |                    |   |
| Escut d'armes                                 |                    |   |
| Peramea dins de Baix Pallars                  |                    |   |
| Període històric                              | Edat Contemporània |   |
| • Creació del municipi (Constitució de Cadis) | 1812               |   |
| • Annexió de                                  | 1847               |   |
| • Annexió a Baix Pallars                      | 1969               |   |
| Altitud                                       | 902,9 m            |   |
| Superfície                                    |                    |   |
| • 1969                                        | 21,5 km2           |   |
| • 2010                                        | 21,5 km2           |   |
| Població                                      |                    |   |
| • 2010                                        | 124                |   |
| Densitat                                      | 5,8/km²            |   |
| ←                                             | 1812 — 1969        | → |

Peramea fou un dels quatre antics municipis integrats el 1969 en el nou municipi del Baix Pallars (els altres foren Baén, Gerri de la Sal i Montcortès de Pallars). De tots ells, és el que està situat a la zona central-oest; és termenal amb el Pallars Jussà (la Pobla de Segur), i amb els antics termes de la seva mateixa comarca d'Estac, (part del municipi de Soriguera).
El municipi, que apareix en el Diccionario geográfico... de Pascual Madoz, fou creat el 1812 a partir de les disposicions de la Constitució de Cadis. En un primer moment, fou creat d'una banda l'ajuntament de Peramea, i de l'altra els de i de, que el 1847 eren agregats a Peramea en no assolir cap dels tres municipis el mínim de 30 veïns (cap de casa) que marcava la nova llei municipal d'aquell any i, en canvi, sí que els obtenien ajuntant-los tots tres.
Incloïa, a més de la vila de Peramea, els pobles de Balestui, Canals, el Comte, Cortscastell, Llaràs i Pujol. A més dels nuclis esmentats, Peramea tenia almenys una cova habitada, la Cova de Muntaner, amb el seu colomar, tres molins fariners (de Cuberes, de Muntaner i de Baix de Muntaner), i diversos albergs de pastors, bordes o grups de bordes: les Bordetes, la Casota, les Cabanes de l'Agustí, les del Farré i les de Parramon. Ja desapareguts, aigües amunt de la Noguera Pallaresa hi havia hagut un important hostal de camí ral, a Morreres, així com el monestir de Sant Esteve de Perabella, aturonat a prop del poble del Comte.

## Geografia
L'antic municipi de Peramea tenia una extensió de 21,5 km². Dels 129,41 que té ara el municipi complet, aquest antic municipi era el tercer en volum dels que s'integraren en el terme actual de Baix Pallars.

### Entitats de població
| Entitat de població | Habitants (2011) |
| ------------------- | ---------------- |
| Balestui            | 10               |
| Canals              | 0                |
| El Comte            | 3                |
| Cortscastell        | 4                |
| Llaràs              | 5                |
| Peramea             | 78               |
| Pujol               | 19               |
| Font: Idescat       |                  |

### Perímetre

#### Límit amb l'antic terme deGerri de la Sal(Baix Pallars)
Arrenca aquesta descripció d'Espuells, al Congost de Collegats, on es troben els termes municipals de la Pobla de Segur i de Baix Pallars, però, en aquest darrer cas, també en aquest lloc hi havia el límit, ara inexistent, entre Baén i Peramea.
Des d'Espuells, el primer tram del vell termenal entre Peramea i Gerri de la Sal era la Noguera Pallaresa, fins a l'inici de les antigues salines del sud de la vila. En aquell lloc el termenal s'enfilava cap al nord-nord-oest, travessant la Cultia, deixant en terres de Peramea la Vinya del Cintet i en les de Gerri de la Sal les Vinyes fins als Llerasos, al capdamunt del pendís que hi ha a ponent de la vila. En aquest lloc inflexionava lleugerament cap al nord i tot seguit cap al nord-nord-est, deixava Trespui a llevant, fins a atènyer el vessant oriental del Serrat de les Forques. En aquest lloc tornava a inflexionar lleugerament cap al nord-est, per anar davallant cap al curs de la Noguera Pallaresa, travessava la Costa, la Vinya de Puiolroi i la Carretera de Gerri de la Sal a la Pobleta de Bellveí, deixava al nord l'Obaga del Comte, travessava el Pla de la Guineu i assolia altre cop el curs de la Noguera Pallaresa. En aquest lloc, just a ponent de l'ermita d'Arboló, s'arribava al final del termenal amb Gerri de la Sal i començava el límit amb l'actual terme de Soriguera, i l'antic d'Estac.

#### Límit amb l'antic terme d'Estac(Soriguera)
En el primer tram, la Noguera Pallaresa continuava fent de termenal. Passava l'Estret d'Arboló, per sota del Pont d'Arboló, i remuntava el riu fins al lloc d'Espitalderta. Aquí el termenal abandona el riu i remunta cap al nord-nord-oest resseguint la Serra de la Bona Mossa fins al Tossal Gros, i, cada cop més cap al nord-oest, en arribar al capdamunt del Bosc d'Escós gira de sobte cap a l'oest per enfilar-se a la Coma de Tor. Des d'aquest indret, el termenal resseguia pel nord tota la capçalera del Clot de la Coma de Tor, primer cap al nord, després cap a l'oest i tot seguit cap al sud-oest, fins a assolir el Coll de Banyades, on antigament es trobava el termenal amb l'antic terme de Montcortès de Pallars.

#### Límit amb l'antic terme deMontcortès de Pallars(Baix Pallars)
Comença aquesta descripció en el Coll de Banyades, al nord-est de l'antic terme de Montcortès, on es trobava amb els termes municipals d'Estac (ara, Soriguera) i Peramea.
El termenal baixava cap a migdia, fins al primer turó de Costoja, on trencava cap al sud-oest, anant a cercar la Llau de la Sea, la llera del qual marcava la línia de terme. Barranc avall, fins que trobava el Riu d'Ancs al nord-oest i a prop del poble de Balestui; en aquest lloc el termenal travessava el riu i anava a buscar la carena de la Coma d'Airemunt, fins a arribar a l'extrem nord-est del Plan de Corts, on de sobte trencava quasi en angle recte cap al sud-est. Sempre en aquest direcció, anava resseguint l'extrem oriental del pla esmentat, deixant el poble de Bretui a ponent i, successivament, a llevant la Roca Foradada, la Serra, la Llau de la Serra, Fontdetorba, el Serrat de la Borda del Tat.
En arribar al capdamunt de la Costa, torç cap al sud-oest, fent un arc que deixa al sud i sud-est el poble de Cortscastell, emprèn en aquella direcció el Serrat de la Borda, fins a arribar al Mas dels Capellans, que quedava en terme de Montcortès de Pallars, i al Mas de Pasqual, que pertanyia a Peramea, tot just arran de parets septentrionals i occidentals. Fent la volta a la masia, la línia de terme girava cap al sud-sud-oest, en línia recta fins a l'extrem nord-oest de la Serra de Peracalç, a prop, damunt i al nord del poble de Peracalç.
El termenal seguia aleshores cap al sud-est la serra esmentada, fins al Tossal de l'Àliga, i continuava en la mateixa direcció pel contrafort de la serra, pel Collet Jornat, resseguint la cinglera pel capdamunt, fins que arribava a les Casals, a prop i al nord-oest de lo Tossal, on es trobaven els termes municipals de la Pobla de Segur, Peramea i Montcortès de Pallars, els dos darrers ara dins del de Baix Pallars.

#### Límit amb el terme dela Pobla de Segur, Pallars Jussà
Des de lo Tossal, el termenal davalla cap al sud-est, travessant pel mig les Roques de Collegats passant a prop de l'extrem nord de l'actual túnel de la carretera N-260, prop del Forat del Serpent, per baixar fins a Espuells, on ha començat aquesta descripció.

## Història

### Edat antiga
S'han trobat, en el terme de Peramea, restes prehistòriques a la Pleta del Comte, de les edats del bronze i del ferro, i a la Cova de la Roca del Moro. A més, a prop de Pujol hi ha la Cabana de la Mosquera.

### Edat mitjana
A prop del mas Cartanis, ran de la Noguera Pallaresa, als masos de Lleràs, es va trobar un sepulcre de fossa, amb un esquelet a l'interior, cobert amb dues lloses. A prop del Comte, dalt d'un penyal, hi havia hagut el monestir de Sant Esteve de Perabella, extingit al segle IX en benefici del monestir de Gerri.

### Edat contemporània
En el cens del 1857 Peraméa apareix amb 603 habitants i 108 cèdules personals inscrites, repartides de la manera següent: Balastuy, 62 habitants i 8 cèdules; Compte, 60 i 14; Coscastell, 89 i 17; Peraméa, 336 i 64, i Pujol, 56 i 5.
L'ajuntament de Peramea fou creat el 1812, arran de les lleis promulgades a partir de la Constitució de Cadis i la reforma de tot l'estat que s'emprengué, i fou suprimit el 1969, amb la seva incorporació al nou municipi creat aquell any, Baix Pallars.
Alcaldes:
- Víctor Mitjana (1898)
- Josep Ribera (1900)

## Economia
Les activitats econòmiques del terme de Peramea s'han basat tradicionalment en el sector primari: agricultura al Pla de Corts, amb amples zones de conreu que permeten l'ús de maquinària agrícola, i producció de farratge per a bestiar boví en altres zones menys accessibles.

## Llocs d'interès
- Estany de Montcortès.